# Brusque, Aveyron
Brusque är en kommun i departementet Aveyron i regionen Occitanien i södra Frankrike. Kommunen ligger  i kantonen Camarès som ligger i arrondissementet Millau. År 2022 hade Brusque 259 invånare.

## Befolkningsutveckling
Antalet invånare i kommunen Brusque
Referens: INSEE